# المجدل (طبريا)
الاسم «مجدل» يعني «البرج». كانت تقع القرية على الشاطئ الغربي لبحيرة طبريّا وفي الطرف الجنوبيّ سهل غوير أبو شوشة. يُقال أنّها القرية الّتي نُسبت إليها مريم المجدليّة. هُجّرت المجدل في 22 أبريل 1948.
أُقيمت وتوسّعت على أرضها مستوطنة مغدال.

## التاريخ المبكّر للقرية
عُرفت المجدل في أيام الرومان باسم "Taricheae" وذُكرت باسم «المجدل» في العهد الجديد. كانت المدينة محصّنة وعمل سكّانها في النسيج والصباغة وبيع الحمام وصيد الأسماك الّذي كان يُصدّر إلى روما وأسبانيا.
تُنسب للقرية مريم المجدليّة ذات الثروة والّتي تبعت المسيح وكانت تلميذته، وتبعته وخدمته حتّى آخر المطاف.

## موقع القرية
تقع قرية المجدل عند أسفل جبل يرتفع نحو380 مترا فوق السهل على بعد 4كم شمال غرب طبريا، في الجنوبي لسهل غوير أبو شوشه.

## القرية قبل عام 1948
كانت القرية زراعية مبنية بالحجارة الاسمنت والطين، واحيانا القصب والخشب.
احتوت المجدل على «بقايا جدران وعقود، قطع أعمدة، أساسات، مقبرة قديمة (على مسافة مئتيّ متر جنوب الموقع)» 
في جوار المجدل تقع عدّة معالم منها:
- حجر النملة، وهو يقع على الساحل على مسافة كيلومتر واحد للجنوب من المجدل. ويُقال أنّه قد مرّ الشيخ عبد الغنيّ النابلسيّ في هذا الموقع عام 1101 هـ، في طريقه من دمشق إلى القدس وذكره في رحلته بقوله:

"أخذنا السير على حافة تلك البركة الكثيرة النبت. وقد رأينا في وسط البركة حجر النملة المشهور. وأنشدنا في ذلك قول القائل من غير قصور:
اقنع فلا تبلقى بلغةٍ --- وليس ينسى ربّك النملة
ان أقبل الدهر فقم قائمًا --- وإن تولّى مدبرًا نم له 
- قلعة نعلا: تقع في الغرب من المجدل. وتعلو 181 مترًا عن سطح البحر.[3]
- مقام الشيخ محمد العجمي: وليّ يقع مقامه في ظاهر القرية الشمالية، بينها وبين مصبّ وادي الحمام.

## السكان
سكن القرية 210 أشخاص عام 1922، وارتفع عددهم إلى 248 نسمة في عام 1931.
 

## موقع القرية
كانت القرية تقع على الشاطئ الغربي لبحيرة طبرية وفي الطرف الجنوبي لسهل غوير أبو شوشة، وعند أسفل جبل يرتفع ارتفاعا حادا فوق السهل ليصل إلى علو نحو 380 مترا وكانت متصلة بمدينة طبرية بواسطة الطريق العام الذي كان يلتف حول شاطئ البحيرة.

## احتلال المجدل
سقطت القرية بتاريخ 22 نيسان 1948  نتيجة اعتداء مباشر من القوات الصهيونية، دمرت وطهرت عرقيا بالكامل.

## القرية اليوم
أنقاض القرية المشهودة اليوم هي شوك المسيح وبضع شجرات نخيل وزيتون. المعلم الوحيد المتبقّي من معالم القرية هو مقام محمد العجميّ وهو مهمل، بناؤه مربّع الشكل وقليل الارتفاع تعلوه قبّة كانت مبيّضة بالكلس. أما الأرض المجاورة فيزرعها الإسرائيليون.
تقع على أرض القرية مستعمرة «مغدال» الّتي أُنشئت في سنة 1910 على أراضٍ اشتراها صهيونيون وقد وسِّعت أراضيها بعد احتلال القرية لإيواء القادمين الجدد.

## وصلات خارجية
- المجدل ترحب بكم